# Богдан Диклић
Богдан Диклић (Бјеловар, 1. август 1953) српски је глумац.

## Биографија
По националности је Србин.
У родном граду аматерски се бавио глумом. У Бјеловару је завршио основну и средњу школу. Године 1972. уписао је глуму на Факултету драмских уметности у Београду у класи Огњенке Милићевић.
Постао је популаран након запажене улоге у филму „Национална класа“ (1979). Играо је и у филмовима „Мајстори, мајстори“ (1980), „Вариола вера“ (1982), „Маратонци трче почасни круг“ (1982), „Чудо невиђено“ (1984), „Октоберфест“ (1987), „Сабирни центар“ (1989), „Три карте за Холивуд“ (1993), „Лајање на звезде“ (1998), „Буре барута“ (1999), Мали свет“ (2003)
На телевизији је глумио у серијама: „Грлом у јагоде“ (1976), „Сијамци“ (1981), „Камионџије 2“ (1983), „Брисани простор“ (1985), „Балкан експрес“ (1989), „Отворена врата“ (1995).
Од 1975. до 1995. био је стални члан Народног позоришта у Београду и играо је у представама: “Калигула” (Стипијан), “Рат и мир” (Пјер Базухов), “Како вам драго” (Оливер), “Невоље због памети” (Молчаљин), “Госпођа министарка” (Пера Калинић), “Орестија” (Егист), “Тартиф” (Тартиф, к. г),”Покондирена тиква” (Ружичић).
Од 1995. члан је ЈДП-а у Београду, где игра у представама “Београдска трилогија” (Душан), “Молијер, још један живот”, „Италијанска ноћ“ (Алфонсо), а у Београдском драмском позоришту игра у представи “Пандорина кутија” (Андријан).
У позоришту Култ у Београду играо је у представи “Оксиморон”.
У Звездара театру глумио је у представама “Професионалац” (Теодор Крај), ”Пољубац жене паука” (Молина), “Смешна страна музике” (Бубњолог).
Објавио је 2011. књигу „О глуми без глуме“.

## Лични живот
Живи и ради у Београду. 
Био је ожењен Дијаном Маројевић, српском глумицом и професорком на Факултету драмских уметности у Београду.

## Награде
Добитник је многобројних награда и признања за позоришне и филмске улоге. 
Године 2009. удружење филмских уметника Србије доделило му је Награду „Павле Вуисић“ за његов укупан допринос филмској уметности.
Маја 2022. додељена му је Нушићева награда за животно дело а децембра 2024. додељена му је награда Добричин прстен, за животно дело.
Јула 2025. на Сомборском филмском фестивалу вечерас му је уручена награда „Специјални Ернест” у за изузетан допринос фимској уметности.
На Пулском филмском фестивалу му је јула 2025. додељена Награда „Фабијан Шоваговић”.

## Филмографија
| Год.       | Назив                                      | Улога                      |
| ---------- | ------------------------------------------ | -------------------------- |
| 1970.      |                                            |                            |
| 1975.      | Сарајевски атентат                         |                            |
| 1976.      | Девојачки мост                             | Партизан                   |
| 1976.      | Војникова љубав                            | Борко Тумба                |
| 1976.      | Грлом у јагоде                             | Боца Чомбе                 |
| 1977.      | Гледајући телевизију (ТВ серија)           |                            |
| 1977.      | Под истрагом                               | Падавичар                  |
| 1977.      | Мирис пољског цвећа                        | Репортер                   |
| 1978.      | Невјесте долазе                            | Јаков                      |
| 1978.      | Повратак отписаних (ТВ серија) (ТВ серија) | Жуле                       |
| 1979.      | Слом                                       | Предраг Степанчев          |
| 1979.      | Какав дан                                  |                            |
| 1979.      | Национална класа                           | Миле                       |
| 1979.      | Бифе Титаник                               | Стјепан Ковић              |
| 1980.      |                                            |                            |
| 1980.      | Мајстори, мајстори!                        | Инспектор Симић            |
| 1981.      | Кућа и гост                                |                            |
| 1981.      | Смрт пуковника Кузмановића                 | Синиша                     |
| 1981.      | Ерогена зона                               | Страхиња Кострешевић       |
| 1981.      | Сијамци                                    | Наставник историје         |
| 1981.      | Сок од шљива                               | Вук                        |
| 1981.      | База на Дунаву                             | Филип Гербер               |
| 1981.      | Светозар Марковић                          | Павле Михаиловић           |
| 1982.      | Маратонци трче почасни круг                | Мирко Топаловић            |
| 1982.      | Сабињанке                                  | Ричард Вудворд             |
| 1982.      | Вариола вера                               | Душко                      |
| 1983.      | У логору                                   | Доктор Грегор              |
| 1983.      | Балкан експрес                             | Ернест                     |
| 1984.      | Штефица Цвек у раљама живота               |                            |
| 1984.      | Како се калио народ Горњег Јауковца        | Буђони                     |
| 1984.      | О покојнику све најлепше                   | Буђони                     |
| 1984.      | Пет мртвих адреса                          |                            |
| 1984.      | Камионџије опет возе                       | Порезник                   |
| 1984.      | Чудо невиђено                              | Инжењер                    |
| 1984.      | Целовечерњи тхе Кид                        | Репортер                   |
| 1984.      | Камионџије 2                               | Судски извршитељ           |
| 1984.      | У раљама живота                            | Пипо                       |
| 1984.      | Балкански шпијун                           |                            |
| 1984.      | Крај рата                                  | Алојзије                   |
| 1985.      | То није мој живот, то је само привремено   |                            |
| 1985.      | Брисани простор (ТВ серија)                | Крњо                       |
| 1985.      | Тајванска канаста                          | Драженко                   |
| 1985.      | И то ће проћи                              | Михајло „Мишел“            |
| 1985.      | Јагоде у грлу                              | Боца                       |
| 1985.      | За срећу је потребно троје                 | Јозо                       |
| 1986.      | Од злата јабука                            | Аљоша                      |
| 1986.      | Добровољци                                 | Свештеник                  |
| 1986.      | Како преживјети до првог                   | Зденко                     |
| 1986.      | Путовање у Вучјак                          |                            |
| 1986.      | Медвед 007                                 |                            |
| 1987.      | Лагер Ниш                                  | Немачки наредник           |
| 1987.      | Већ виђено                                 | Професор есперанта         |
| 1987.      | Краљева завршница                          |                            |
| 1987.      | Увек спремне жене                          | Пера                       |
| 1987.      | У име народа                               | Тодор                      |
| 1987.      | Љубави Бланке Колак                        | Локо                       |
| 1987.      | Октоберфест                                | Вања                       |
| 1988.      | Хаусторче                                  |                            |
| 1988.      | Чавка                                      | Директор школе             |
| 1988.      | Азра                                       |                            |
| 1988.      | Тајна манастирске ракије                   | Бранко                     |
| 1988.      | Браћа по матери                            |                            |
| 1988.      | Балкан експрес 2                           | Ернест                     |
| 1989.      | Бој на Косову                              | Левчанин                   |
| 1989.      | Специјална редакција                       | Јова Маливук               |
| 1989.      | Сабирни центар                             | Петар                      |
| 1989.      | Како је пропао рокенрол                    | Слободан                   |
| 1989.      | Балкан експрес 2                           | Ернест                     |
| 1990.      |                                            |                            |
| 1990.      | Источно од истока                          |                            |
| 1990.      | Професионалац                              | Теја Крај                  |
| 1990.      | Хајде да се волимо 3                       |                            |
| 1991.      | Брод плови за Шангај                       | Инжењер Воја Марковић      |
| 1991.      | Холивуд или пропаст                        | Сценариста                 |
| 1992.      | Јуриш на скупштину                         | Библиотекар                |
| 1992.      | Ми нисмо анђели                            | Павле                      |
| 1992.      | Проклета је Америка                        | Ристивоје / Шинтер, келнер |
| 1992.      | Девојка с лампом                           | Дамјан                     |
| 1992.      | Црни бомбардер                             | Главоња                    |
| 1992.      | Први пут с оцем на јутрење                 | Благајник Мица             |
| 1992.      | Тито и ја                                  | Теча                       |
| 1993.      | Три карте за Холивуд                       | Живадин                    |
| 1993.      | Броз и ја (ТВ серија)                      | Теча                       |
| 1993.      | Лакши случај смрти                         | Карањац                    |
| 1994.      | Дневник увреда 1993.                       | Начелник одељења Вукајић   |
| 1994.      | Ни на небу, ни на земљи                    | Светислав                  |
| 1994.      | Биће боље                                  | Мика                       |
| 1995.      | Театар у Срба                              |                            |
| 1995.      | Пакет аранжман                             | Душан Марковић             |
| 1995.      | Урнебесна трагедија                        | Јоја                       |
| 1994-1995. | Отворена врата                             | Светислав Бата Анђелић     |
| 1996.      | Горе доле                                  | Доктор Перић               |
| 1997.      | Моја домовина                              |                            |
| 1998.      | Штрајк у ткаоници ћилима                   |                            |
| 1998.      | Лајање на звезде                           | Ђуро Драгићевић            |
| 1998.      | Буре барута                                | Јова, возач Фолцике        |
| 1999.      | Бело одело                                 | Машиновођа                 |
| 1999.      | Точкови                                    | Ћорић                      |
| 2000.      |                                            |                            |
| 2001.      | Нормални људи                              | Асистент                   |
| 2001.      | Ничија земља                               | Српски официр              |
| 2001.      | Апсолутних сто                             | Раша Кнежевић              |
| 2001.      | Рондо (ТВ филм)                            | Доктор Петровић            |
| 2002.      | Зујање у глави                             | Психолог                   |
| 2002.      | Не дао Бог већег зла                       | Ханин отац                 |
| 2002.      | Држава мртвих                              | Келнер Милан               |
| 2002.      | Кордон                                     | Борко                      |
| 2003.      | Мансарда                                   |                            |
| 2003.      | Гори ватра                                 | Заим                       |
| 2003.      | Мали свет                                  | Млађи водник Кос           |
| 2004.      | Пљачка Трећег рајха                        | Главоњин комшија           |
| 2004.      | Пад у рај                                  | Портир у позоришту         |
| 2004.      | Секс, пиће и крвопролиће                   |                            |
| 2004.      | Сиви камион црвене боје                    | Поп                        |
| 2004.      | Диши дубоко                                | Милош                      |
| 2004.      | Лифт                                       | Железничар                 |
| 2005.      | Звезде љубави                              | Гаврило                    |
| 2006.      | Грбавица                                   | Шаран                      |
| 2006.      | Караула                                    | Пуковник Раде Орхидеја     |
| 2006.      | Све џаба                                   | спавач                     |
| 2007.      | Клопка                                     | Доктор Лукић               |
| 2007.      | Одмори се, заслужио си                     | Миле                       |
| 2007.      | С. О. С. - Спасите наше душе               | Блеки                      |
| 2007.      | Миле против транзиције                     | Професор Дитрих            |
| 2007.      | Четврти човек                              | Пуковник                   |
| 2008.      | Турнеја                                    | Заповедник ХВО             |
| 2009.      | Последња аудијенција                       |                            |
| 2010.      |                                            |                            |
| 2010.      | Седамдесет и два дана                      | Јоја                       |
| 2011.      | Турнеја (ТВ серија)                        | Заповедник                 |
| 2011.      | Игра истине(Тв серија)                     | Вањин отац                 |
| 2012.      | Ноћни Бродови                              | Марко                      |
| 2013.      | Отворена врата                             | Светислав Бата Анђелић     |
| 2013.      | Обрана и заштита                           | Славко                     |
| 2013.      | Фалсификатор                               | адвокат                    |
| 2014.      | Мамарош                                    | Пера                       |
| 2015.      | Чизмаши                                    | Генерал Палигорић          |
| 2015.      | Живот је труба                             | свештеник                  |
| 2016.      | Лажни свједок                              | Зијад Хаџић                |
| 2016.      | Све најбоље                                | Томо                       |
| 2016.      | Игла испод прага                           | Дондо                      |
| 2016.      | Име: Добрица, презиме: непознато           | Берић                      |
| 2016.      | Santa Maria della Salute (филм)            | Светозар Милетић           |
| 2017.      | Santa Maria della Salute (ТВ серија)       | Светозар Милетић           |
| 2018.      | Јужни ветар                                | Лазар Мараш                |
| 2018.      | Корени                                     | Тодор Тошић                |
| 2018.      | Жигосани у рекету                          | инжењер Макса              |
| 2019-2020. | Сенке над Балканом(Тв серија)              | Обрад Савковић             |
| 2019.      | Ујка нови хоризонти                        | Сорош                      |
| 2020.      |                                            |                            |
| 2020.      | Тајкун (ТВ серија)                         | професор Кашанин           |
| 2020.      | Јужни ветар (ТВ серија)                    | Лазар Мараш                |
| 2022.      | Бунар (ТВ серија)                          | Тића                       |
| 2023.      | Јужни ветар: На граници                    | Лазар Мараш                |
| 2024.      | Отворена врата                             | Светислав Бата Анђелић     |
| 2024.      | Облак у служби закона (ТВ серија)          | Кермек                     |